# Ulf Jørgensen
Ulf Jørgensen (* 24. Oktober 1956) ist ein ehemaliger norwegischer Skispringer.

## Werdegang
Nachdem Jørgensen 1978 bei den Norwegischen Meisterschaften die Bronzemedaille auf der Normalschanze gewonnen hatte, startete er erstmals im Rahmen der Vierschanzentournee 1978/79 bei einem internationalen Turnier. Seine beste Platzierung erreichte er dabei mit einem 21. Platz beim Auftaktspringen Oberstdorf. In der folgenden Saison stand er im Kader der Norweger für den neu geschaffenen Skisprung-Weltcup. Die Springen zur Vierschanzentournee 1979/80 verliefen ähnlich erfolglos wie die im Vorjahr. Erst im französischen Saint-Nizier konnte er mit Platz 11 seine ersten fünf Weltcup-Punkte gewinnen. in Gstaad erreichte er von der Großschanze sogar den 8. Platz. Sein letztes Weltcup-Springen beendete er am 2. März 1980 in Engelberg auf dem 12. Platz. Am Ende der Saison stand er auf dem 53. Platz in der Weltcup-Gesamtwertung. Kurz nach Ende der Weltcup-Saison konnte er in Meldal bei den Norwegischen Meisterschaften 1980 noch einmal Silber auf der Großschanze gewinnen und beendete anschließend seine aktive Skisprungkarriere.

## Erfolge

### Weltcup-Platzierungen
| Saison  | Platz | Punkte |
| ------- | ----- | ------ |
| 1979/80 | 52.   | 17     |